# Art mac Aodha
 Art mac Aodha  (mort en 1513) est  roi de Tir Éogain de 1509 à 1513.

## Contexte
Art est le fils du tanaiste Aodh (mort en 1475) lui même fils cadet de Eóghan mac Néill Óig. Sa lignée est implantée dans la baronnie de Fews (en) dans l'actuel comté d'Armagh dont son frère Cu Uladh (mort en 1494) est le seigneur. 
Le 21 juillet 1498, c'est dans sa résidence de Tuath-Echadha que Énri Óg mac Énri est tué par Turlogh et Conn Bacach deux fils de son frère Conn mac Énri qu'il avait fait assassiner cinq années plus tôt. Conformément au principe de la tanistrie le titre de roi de Tir Eogain revient à l'oncle des meurtriers Domhnall Clarach Ó Néill le frère puiné de leur père. En 1509 à la mort de ce dernier le trône revient à Art mac Aodha représentant d'une lignée cadette de la famille Ui Neill .
En 1513, Art, fils de Aodh O'Neill, seigneur de Tir-Eogain « bien informé, véritablement hospitalier, célèbre et dotée d'une grande noblesse », meurt après avoir reçu l'onction et fait pénitence à Dun-Genainn, et d'Art Óg Ó Néill, fils de Conn mac Énri, est fait roi à sa place à Tulach-oc par O'Cathain et par une très grande partie du Cenél nEógain. Le château de Dun-Genainn est alors saisi par lui sur les fils d'Art, fils d'Aodh et le comte de Kildare se rendit avec un ost à Dun-Genainn pour l'aider . 
Sa descendanceː Niall Mór (mort en 1538) et Feidlimid Ruad (mort en  1561/1562 ), constitue le Sliocht Aodha de Fews 